# Route 7 (Île-du-Prince-Édouard)
La Route 7 est une route secondaire du centre de l'Île-du-Prince-Édouard. La courte route débute à une intersection avec la route 2 à l'ouest de Charlottetown et se dirige vers le nord jusqu'à Oyster Bed Bridge, où elle continue comme route 6.

## Intersections majeures
| Comté  | Ville             | km   | Destinations                                                                                              | Notes                                             |
| ------ | ----------------- | ---- | --- | ------------------------------------------------- |
| Queens | Milton Station    | 0,00 | Route 2 – Summerside, Charlottetown                                                                       |                                                   |
| Queens | North Milton      | 2,00 | Route 256 (Crabbe Road / MacKenzie Road)                                                                  |                                                   |
| Queens | North Milton      | 2,50 | Route 224 ouest (New Glasgow Road) – New Glasgow                                                          | Terminus est de la Route 224                      |
| Queens | Oyster Bed Bridge | 9,90 | Route 6 / Route 251 ouest (Crooked Creek Road) – North Rustico, Cavendish, Brackley Beach, Wheatley River | Terminus est de la Route 251; carrefour giratoire |
|        |                   |      | |                                                   |